# Louis-Vincent Chéry
Pour les articles homonymes, voir Chéry (homonymie).
Louis Vincent Chéry est un soldat puis officier révolutionnaire et bonapartiste français né le 22 janvier 1754 à Courteuil, dans l'Oise, et décédé le 10 juillet 1825 à Bercy.

## Biographie
Soldat le 9 février 1775 dans le régiment de La Fère-artillerie, il fit les campagnes d'Amérique de 1778 à 1783, et fut nommé sergent le 1er mai 1785 dans le régiment du corps royal de l'artillerie des colonies de Rennes. Sergent-major le 15 août 1789 dans la garde parisienne soldée (incorporée dans la 13e division d'infanterie légère le 1er janvier 1792), il partit pour l'armée de l'Ouest, entra le 15 février 1793 dans la 35e division de gendarmerie à la même armée, fut promu capitaine des canonniers-gendarmes le 4 mai, et reçut un coup de feu à la cuisse droite le 20 vendémiaire au II à l'Affaire de Châtillon.
Passé avec son grade le 27 fructidor an III dans les grenadiers de la Représentation nationale, il fit la campagne de l'an VIII en Italie, et prit part à la Bataille de Marengo. Chef de bataillon des vélites-grenadiers le 5 nivôse an XII, et nommé officier de la Légion d'honneur le 25 prairial, il servit en l'an XIII à l'armée des côtes de l'Océan. I1 fit les campagnes de l'an XIV à 1807 en Autriche, en Prusse et en Pologne, passa au 2e régiment de fusiliers le 1er janvier 1807, et fut admis à la retraite le 28 mars suivant, après quoi il fut nommé Chevalier de l'Empire par lettre patente le 23 juillet 1810. 
Règlement d'armoiries : D'azur au chevron de gueules du tiers de l'écu au signe des chevaliers, accompagné en chef d'une grenade d'or entre deux étoiles d'argent et en pointe d'un lion d'or.